# Takeoka Jidōsha Kōgei

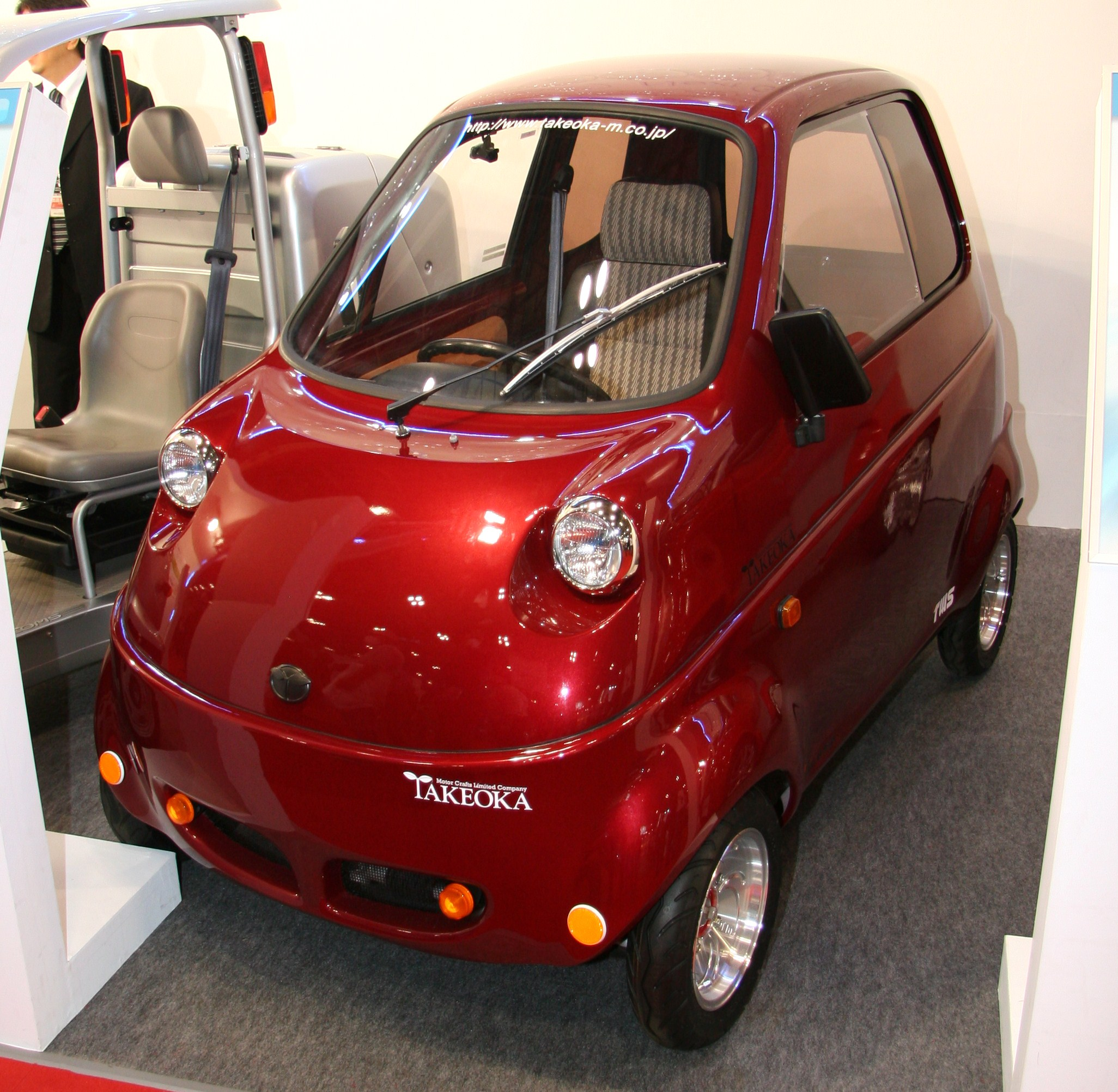
Takeoka Milieu R

Y.K. Takeoka Jidōsha Kōgei (japanisch 有限会社タケオカ自動車工芸, Yūgen-gaisha ~, dt. „Automobilhandwerk Takeoka“, engl. Takeoka Auto Craft Co. Ltd.) ist ein Hersteller von Rollermobilen aus Japan.

## Unternehmensgeschichte
Das Unternehmen wurde 1981 in Toyama gegründet. Zum 1. Oktober 1982 erfolgte die Eintragung als Y.K. (GmbH). 1990 begann die Produktion von Kleinstwagen. Der Markenname lautet Takeoka.
1998 wurde das Sortiment um Elektroautos erweitert.

## Produkte
Das erste Modell Abbey (アビー, Abī) war 215 cm lang und wog etwa 145 kg. Ein Motor mit 49 cm³ Hubraum trieb die Fahrzeuge an. Bis 1997 wurden davon etwa 1500 Stück verkauft. Die aktuelle Baureihe, der Abbey Carrot, verwendet den wassergekühlten Vierzylinder-Motor des Yamaha-CE50-Motorrollers mit 50 cm³ Hubraum, wiegt 160 kg und erreicht 60 km/h.
Der Rookie (ルーキー, Rūkī) ist ein dreirädriger überdachter elektrischer Motorroller mit 180 cm Länge und einem Gewicht von 110 kg und einer Spitzengeschwindigkeit von 34 km/h.
Der Milieu R (ミリューR, Miryū R) ist ein Elektroauto von 215 cm Länge und 295 kg mit einer Maximalgeschwindigkeit von 60 km/h und einer Reichweite von 50 km.
Der T-10 ist ein ebenfalls ein Elektroauto von 224 cm Länge, 365 kg Gewicht, 55 km/h Spitzengeschwindigkeit bei 45 km Reichweite. Von diesem gibt es eine T-10G genannte Variante mit 50 cm²-Benzinmotor für Langstreckenfahrten.
Zudem brachte das Unternehmen 2013 den elektrischen Schneepflug Oscha (オスチャ, Osucha) auf den Markt.